# 手表

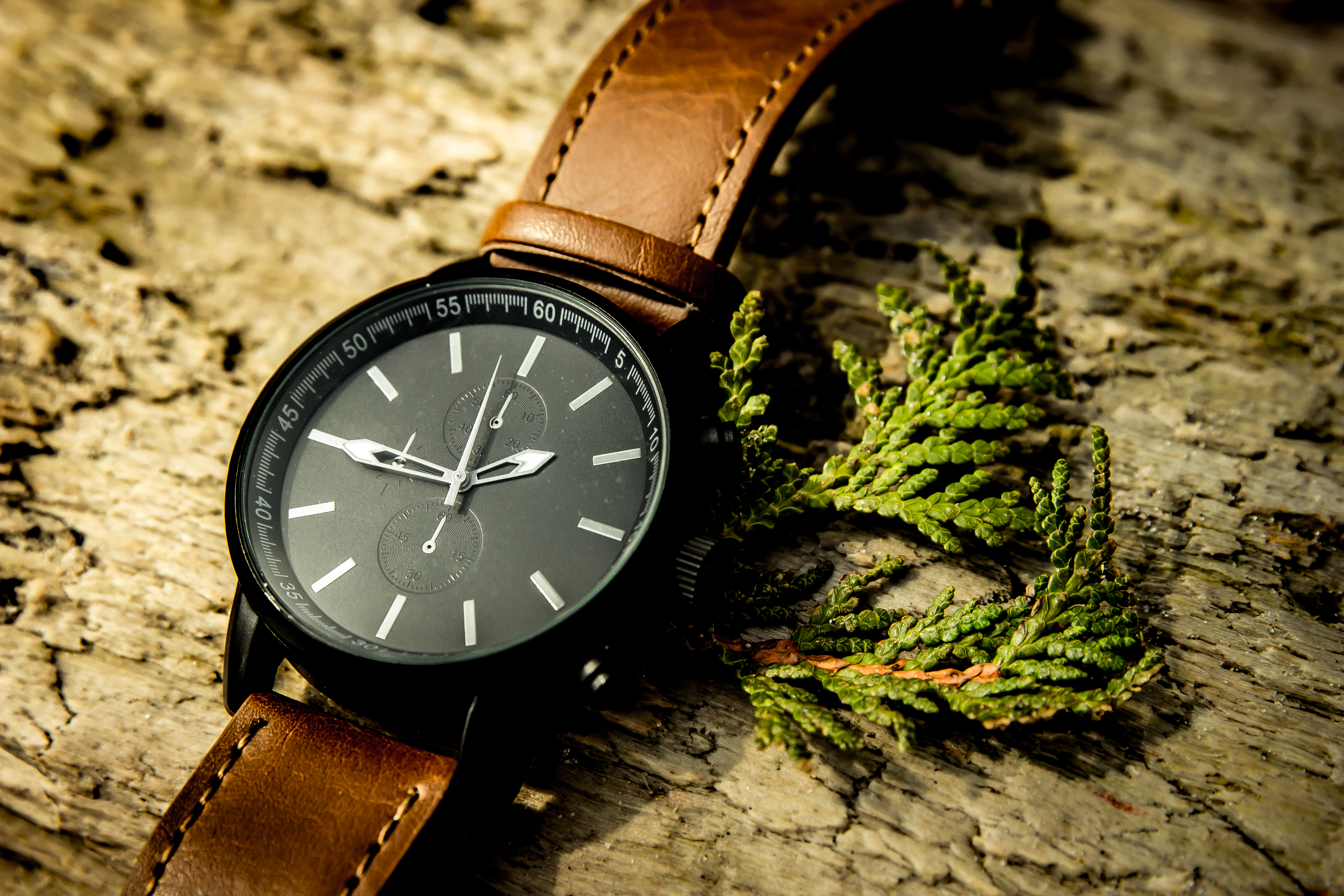
手錶

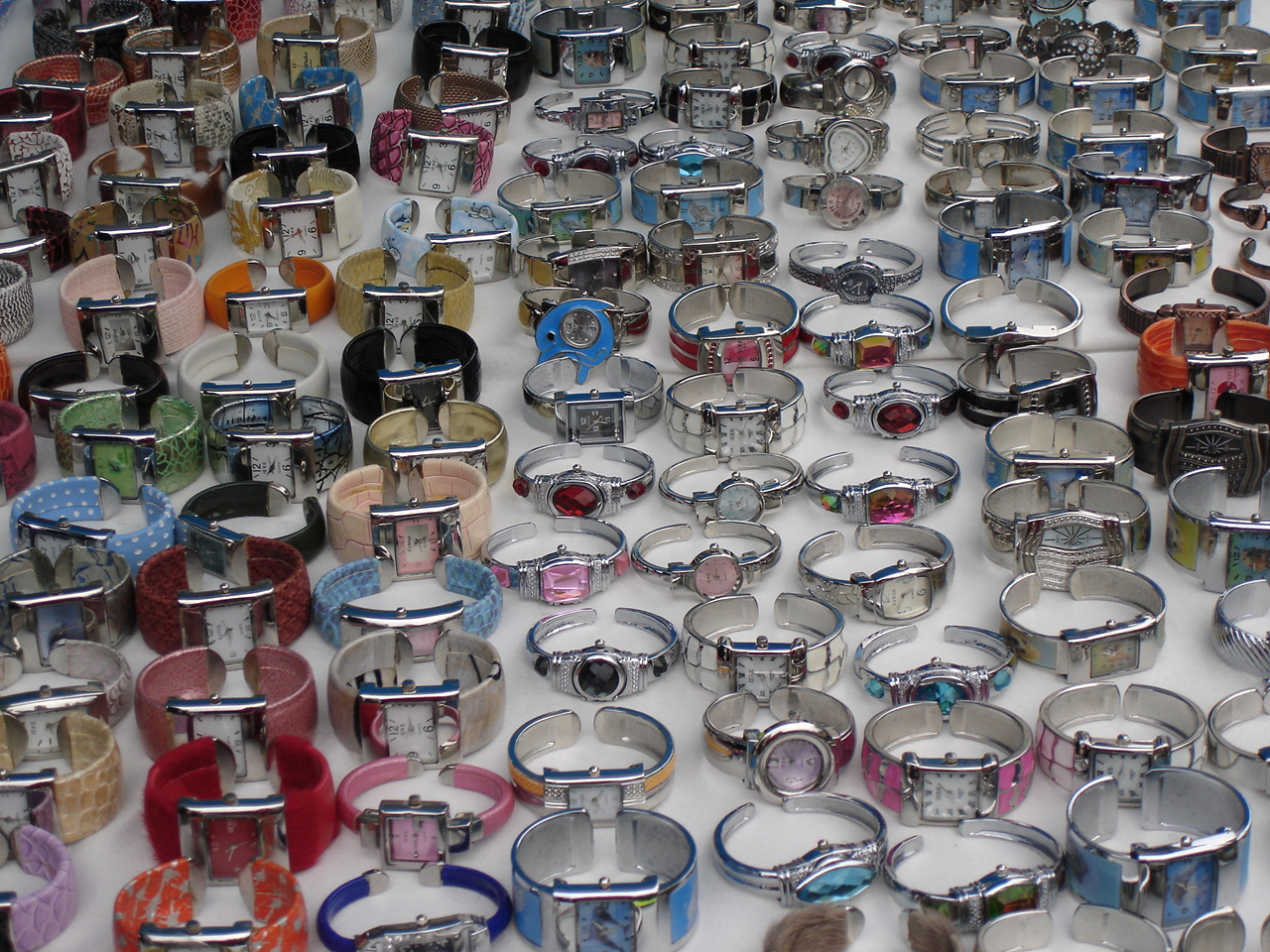
手環造型腕錶

手錶，或稱為腕錶，是指戴在手腕上、用以計時及顯示時間的儀器。大多是利用皮革、橡膠、尼龍布、不銹鋼等材料，製成錶帶，將顯示時間的「錶頭」束在手腕上。本來作為儀器的「錶」應該帶金字旁，但過去也多直接寫成「表」，並非後來漢字簡化影響。
現今已有拥有电子电路板和反射式液晶显示屏的電子錶，而且使用普遍。近年来，拥有嵌入式系统的智能手表也开始出现并逐渐被人们接受。

## 历史

創立於1735年的寶珀，是世界上第一個註冊的腕錶品牌

1571年，莱彻斯特伯爵向伊丽莎白一世赠送了带有钟表计时功能的手镯。
1810年6月8日，史上第一只腕表是亚伯拉罕·路易·宝玑受那不勒斯王后卡洛琳‧繆拉，拿破崙的妹妹（the Queen of Naples）委托，製作出史上第一只腕表N°2639。
1868年由百达翡丽为匈牙利的Koscowicz伯爵夫人制造了可绑在手腕上的钟表，但这种形式的钟表，在当时并不流行。
1880年英国陆军即已开始为部队大规模订购手腕上佩戴的腕表并在此后的布尔战争中广泛应用。
从19世纪中期有人将计时挂錶装上皮带，戴在手腕上使用开始，逐步改进、缩小体形、美化样式，发展成为手表。

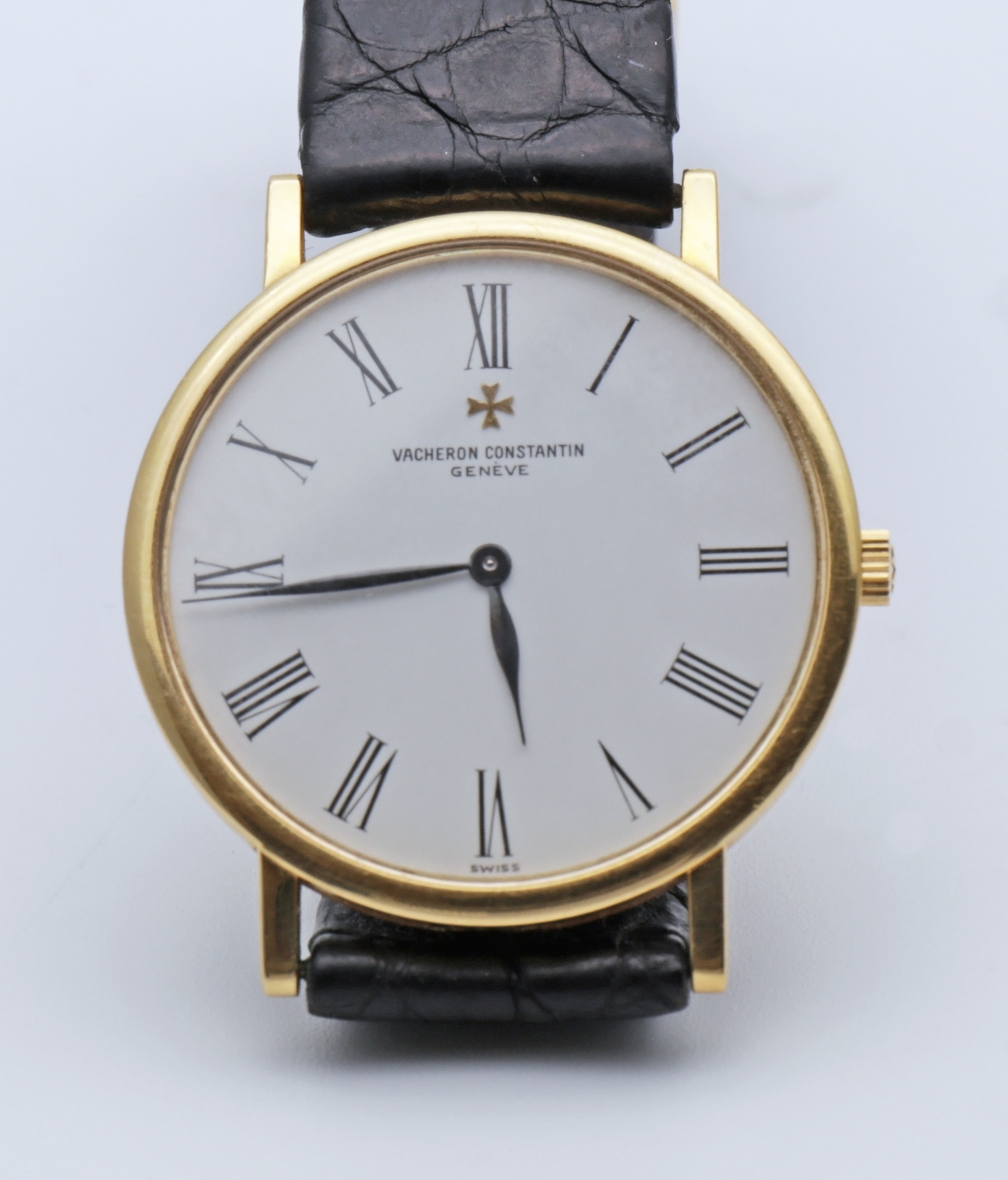
江诗丹顿Patrimony传承系列腕表

手錶的普及化要推遲至二十世紀初。在1904年，經營珠寶的法國商人路易斯·弗朗索瓦·卡地亞接到飛行員好友亞伯托·桑托斯·杜蒙的抱怨：當駕駛飛機時要把懷錶從口袋裡拿出來十分困難，希望他協助解決這個問題，以便在飛行途中也能看到時間。因此卡地亞便想出了用皮帶及扣，將懷錶綁在手上的方法，以解決好友的難題。而這種綁在手上的懷錶，就是現今的手錶。
1911年卡地亞正式將這種形式的鐘錶商業化，推出了著名的Santos手錶。自此以後，手錶便開始普及。
經歷一個世紀的改進，1967年瑞士人首度將石英钟做成石英錶，手錶之後也由手動/自動上發條的形式，發展到用石英、電子等動力顯示時間，并混合了較為簡單的其他功能，例如計時、月相、量度脈搏等；現代手錶增加了更多複雜的功能，如：電子手帳、MP3、手機等形式。而部份手錶亦同時變成了手飾的一種，重點已不在顯示時間，而在於其設計、品牌、材質（如貴金屬及鑽石）等特徵上，另外隨著科技的發達，也開始有廠商將手錶與科技來結合，連上網路，成為新3C產品。
Timex Datalink腕表于1994年推出。 早期的Timex Datalink智能手表实现了从PC无线传输数据的模式。自那时以来，许多公司推出了自己的智能手表版本，如Apple Watch、Samsung Galaxy Watch和Huawei Watch。还有Timex Beepwear Datalink系列，它采用Timex Datalink平台，集成了可穿戴的传呼机，同时也可以作为电子组织器使用。 混合智能手表是传统机械表和智能手表的融合。

## 手錶的類型

### 以機芯類型來分類

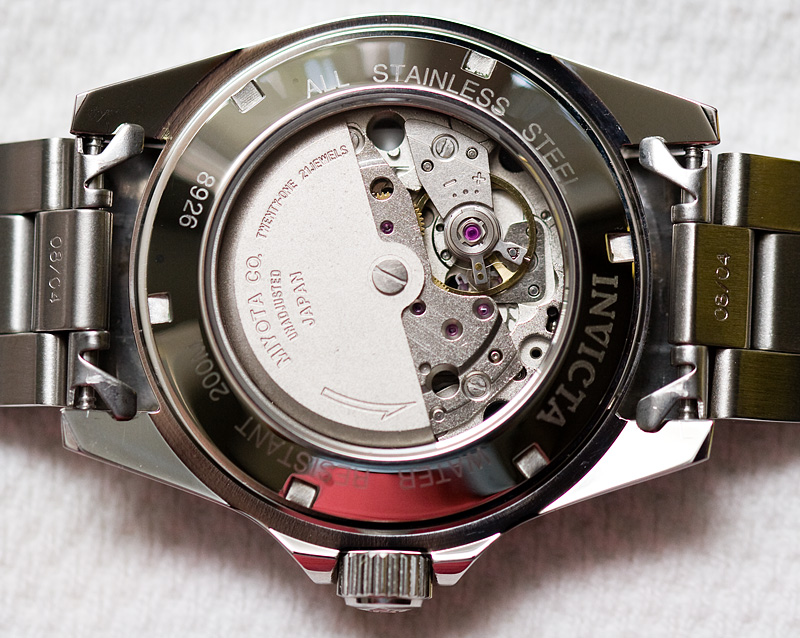
自動機械錶的機芯

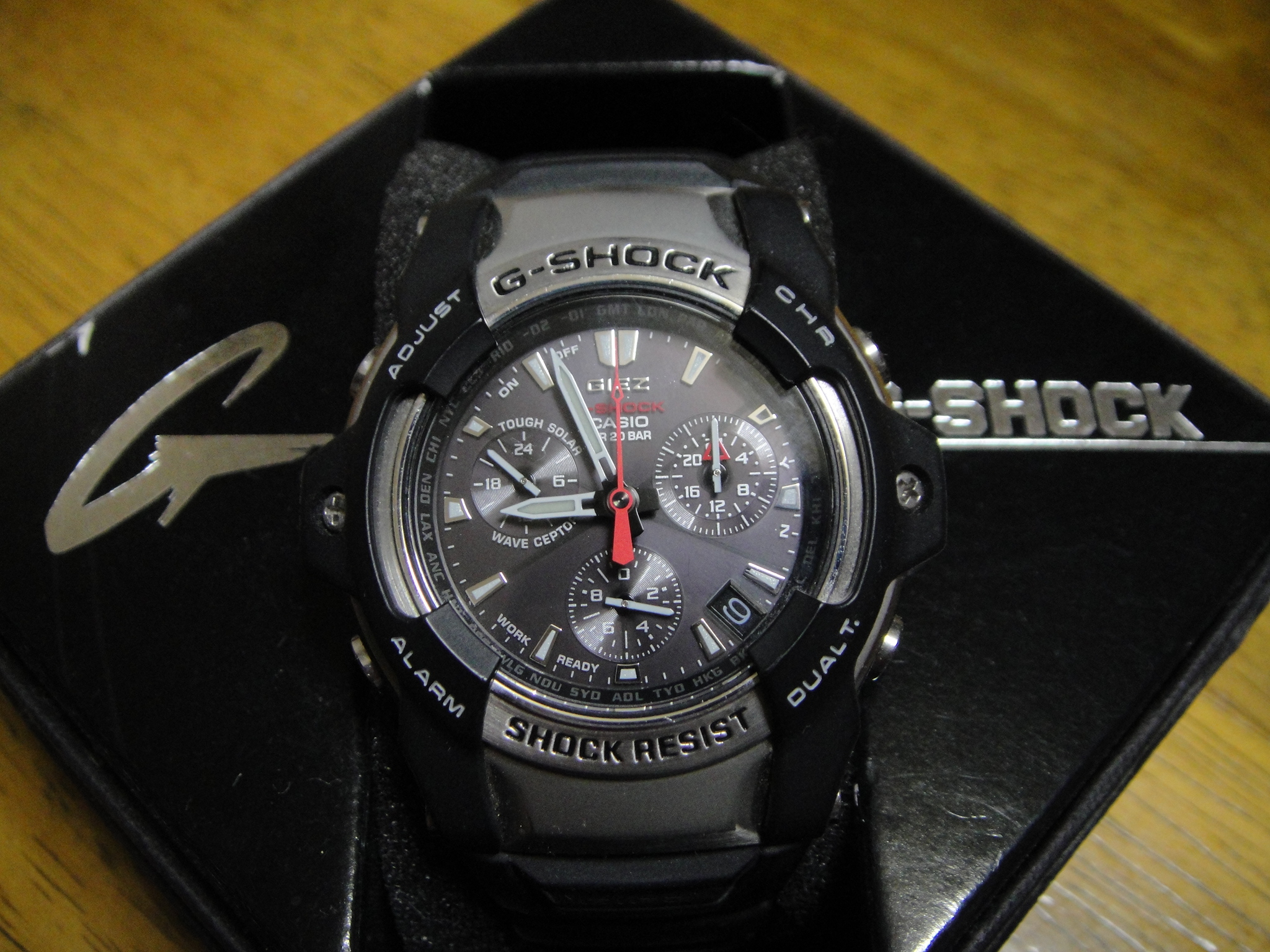
指針式石英錶

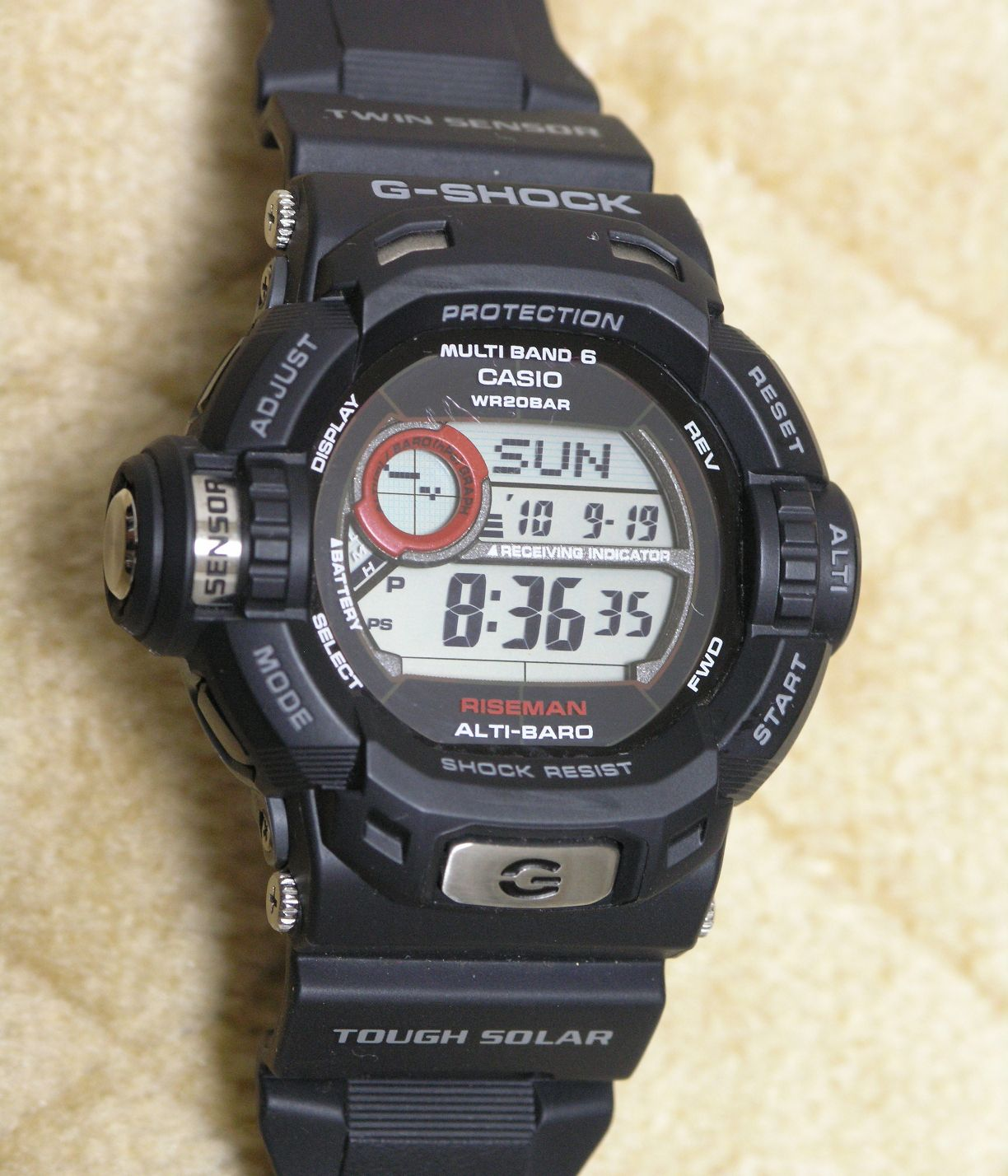
LCD顯示數位錶

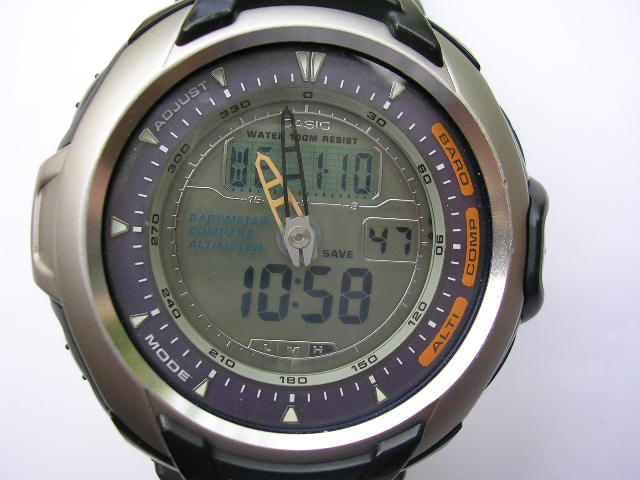
登山錶

#### 機械
- 手動機械錶
- 自動機械錶

#### 電子
- 指針式石英錶
- LCD顯示數位錶
- LED顯示數位錶

#### 機械及電子
- 人動電能
- 電子式機械錶
- 光動能錶

### 以功能來分類

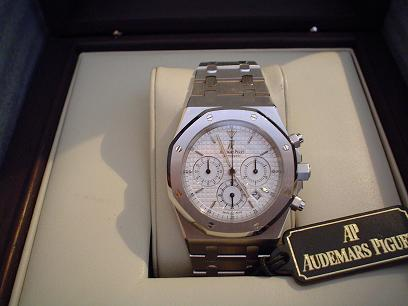
一枚愛彼的計時碼錶

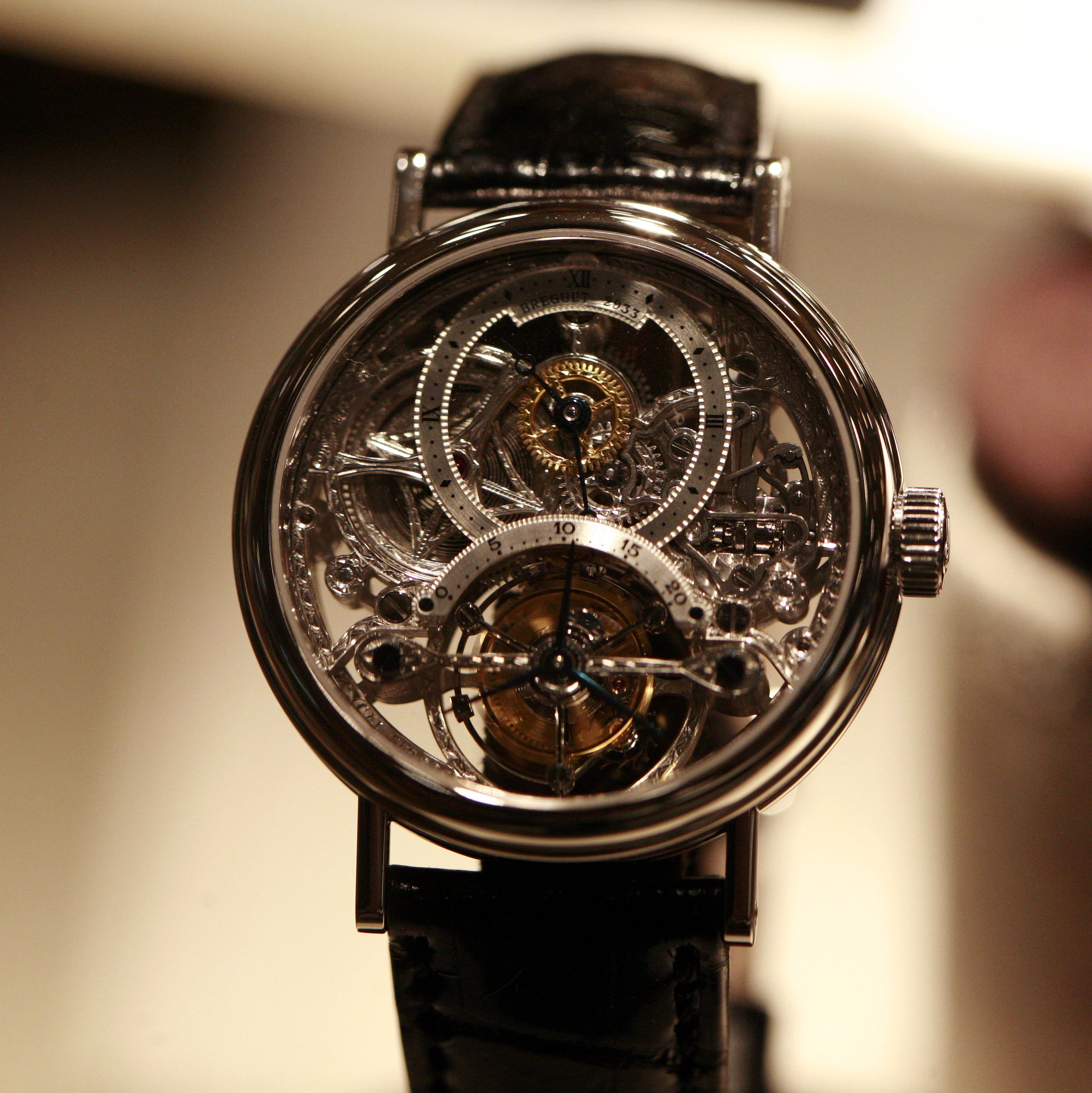
配置陀飛輪的寶璣腕錶

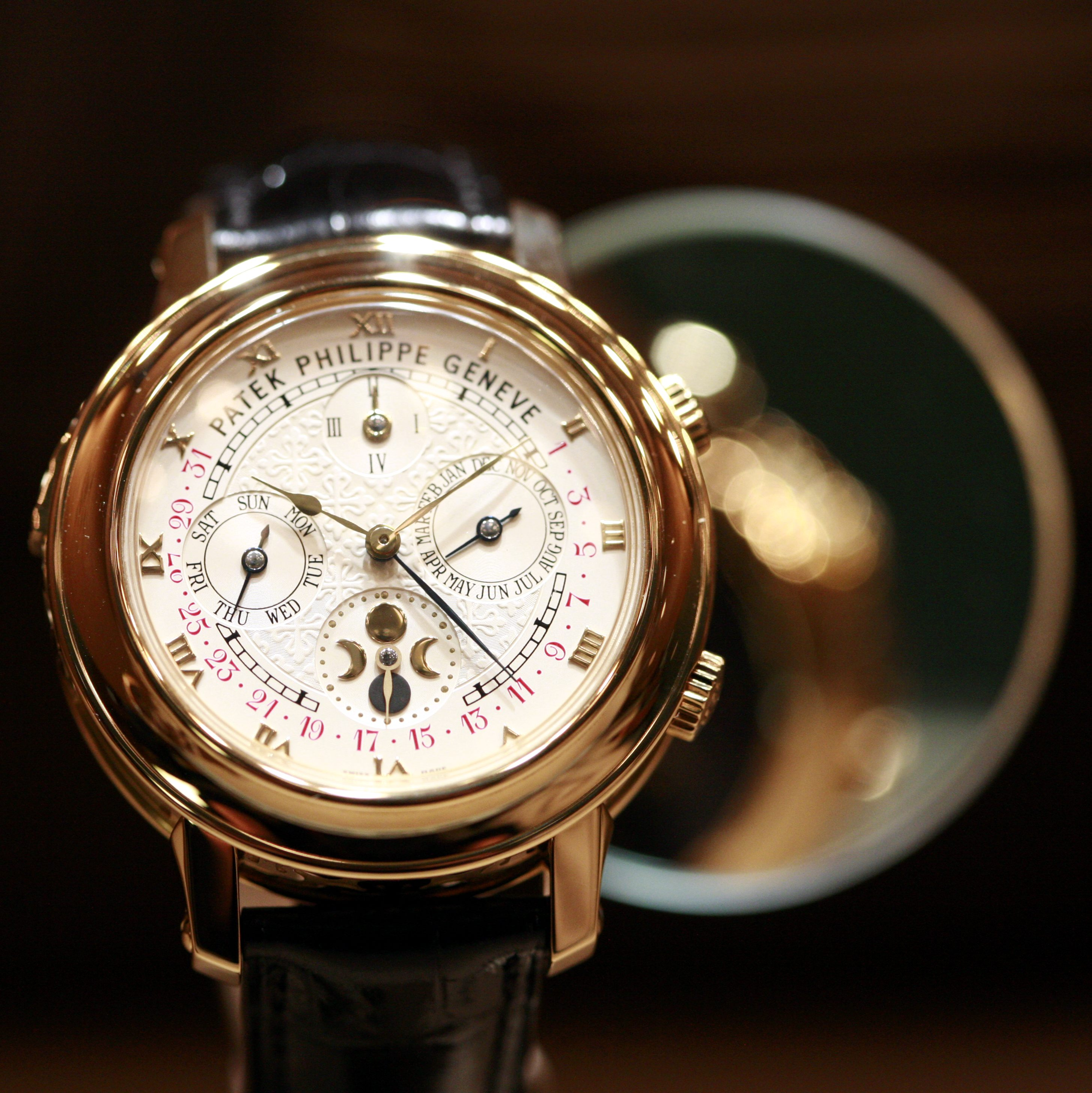
百達翡麗的萬年曆錶

- 協調世界時 UTC
- 陀飛輪
- 計時碼錶
- 航天手錶
- 萬年曆錶
- 鬧錶
- 停秒
- 語音報時 (三問錶)
- 軍用手錶
- 飛行錶
- 潛水錶
- 登山錶
- 緊急求救錶
- 護士錶 (醫生錶)
- 點字手錶
- 智能手錶

## 停秒
停秒是手錶的其中一種功能，當錶冠拔起時，手錶會停止運行。絕大部份的石英手錶皆有此功能，但在機械錶上，則只會出現於軍用或較高級的手錶上。以方便對時及當作計時功能使用。不過隨著機械機芯製造技術的成熟，目前許多機械機芯已配有此功能，例如精工7s以外的機械機芯都有停秒功能。

## 手表部件
- 表壳
- 外圈
- 表镜
- 表盘
- 子表盘
- 标记
- 指针
- 表冠
- 推杆
- 表带

## 備註
1. ↑  紅樓夢˙第十九回：「寶玉命取表來看時，果然針已指亥正。」
2. ↑  Farion, Christine. . Packt Publishing Ltd. 2022-10-31: 6  [2024-07-30]. ISBN 978-1-80324-447-1. （原始内容存档于2024-07-30） （英语）.
3. ↑  . Technical Publishing Company. 1995-07-01: 24  [2024-07-30]. （原始内容存档于2024-07-30） （英语）.
4. ↑  Fred Fishkin with Bootcamp. . CBS News. February 11, 2009  [18 November 2012].
5. ↑  . Timex.com.   [2024-07-30]. （原始内容存档于2012-07-21）.
6. ↑  Bonnier Corporation. . The Popular Science Monthly (Bonnier Corporation). April 1998: 20  [17 November 2012]. ISSN 0161-7370. （原始内容存档于2024-08-23）.
7. ↑  Hearst Magazines. . Popular Mechanics Magazine (Hearst Magazines). May 2000: 90  [17 November 2012]. ISSN 0032-4558.
8. ↑  Woodrow Barfield; Woodrow Barfield Thomas Caudell. . Psychology Press. 2001: 500  [17 November 2012]. ISBN 978-0-8058-2902-0.
9. ↑  . Academic Press. 1980-09-01: 257  [2024-07-30]. ISBN 978-0-08-057716-6. （原始内容存档于2024-07-30） （英语）.
10. ↑  [Jay. “精工Seiko機芯等級介紹，讓你輕鬆了解各機芯的差異與排名... （页面存档备份，存于）” Rudder Styles 舵風格, 30 Mar. 2021, rudderstyles.com/seiko-movement-ranking/. ]